# Björndal
Björndal var en av SCB avgränsad och namnsatt småort i Ekerö kommun, Stockholms län. Småorten som bara omfattade 1 hektar bestod av en fastighet och inte bebyggelse i normal bemärkelse. Fastigheten Björndal ligger bebyggelse söder om Svartsjö som också är postort för Björndal.